# دی‌وی-۱ اسکای لارک
دی‌وی-۱ اسکای لارک (به انگلیسی: Dova_DV-1_Skylark) یک هواگرد ملخ‌پیشین تک‌موتوره از نوع هواپیمای فوق سبک ساخت شرکت Dova Aircraft است.